# Guillaume Michel
Pour l’article homonyme, voir Guillaume Michel (compositeur).
Guillaume Michel dit Michel du Morbihan, né le 29 décembre 1736 à Saint-Martin-des-Champs, Île-de-France et décédé le 14 juin 1811 à Lorient, est un homme politique français qui est député du Morbihan.

## Biographie
Guillaume Michel est avant la Révolution négociant à Lorient. En 1792, il est secrétaire de la municipalité de cette ville lorsqu'il est élu député du Morbihan à la Convention, le septième sur huit.
D'opinions très modérées, Guillaume Michel est proche de la Gironde, mais siège sur les bancs de la Plaine. Au procès du roi, il se prononce contre l'appel au peuple et pour la détention pendant la durée de la guerre puis le bannissement au moment de la paix. Enfin il opine pour le sursis de l'exécution.
Après les Journées du 31 mai et du 2 juin 1793, qui consacrent l'anéantissement de la Gironde, il ne signe pas la pétition de protestation dite des 73. Il est malgré tout dénoncé par la Société populaire de Lorient comme brissotin. Celle-ci envoie à Paris à l'intention du Comité de sûreté générale des papiers pouvant le compromettre, mais les commissaires n'en font heureusement pour lui aucun usage. Il échappe ainsi à la Terreur.
Le 5 mai 1795 (16 floréal an III), Guillaume Michel est envoyé en mission
 dans les îles et les côtes des départements du Morbihan et du Finistère.
En octobre 1795, il est réélu par le Morbihan au Conseil des Anciens. De nouveau, il se fait très peu remarquer au cours de son mandat.
Ses fonctions terminées, Guillaume Michel quitte le monde politique. Il devient plus tard inspecteurs des contributions, et décède à Lorient en 1811. 

## Source
- « Guillaume Michel », dans Adolphe Robert et Gaston Cougny, Dictionnaire des parlementaires français, Edgar Bourloton, 1889-1891 [détail de l’édition] [texte sur Sycomore]